# Jacopo Berrettini
Jacopo Berrettini (Roma, 27 de noviembre de 1998) es un tenista italiano.

## Carrera profesional
En 2017, Berrettini comenzó a jugar torneos regulares en el ITF Future Tour de tercer nivel. En 2018 ganó sus dos primeros títulos en esta gira y poco después entró en el top 500 del ranking mundial de tenis. El resultado fueron sus primeras apariciones en el ATP Challenger Tour de mayor dotación, donde pudo llegar a las semifinales en dobles en Perugia y San Benedetto. Avanzó al torneo por primera vez en 2019 en singles de Barletta, cuando alcanzó los cuartos de final, donde perdió ante Mohamed Safwat. En Parma perdió ante Julian Lenz en la misma ronda. No ha pasado de la primera ronda de ningún torneo Challenger desde entonces. Desde el máximo provisional de su carrera en el puesto 388 en julio de 2019, volvió a caer a solo un lugar fuera del top 500.
En dobles, ganó un total de cinco títulos de Futures para 2021. En Cagliari, luego recibió un comodín en dobles, lo que le dio a Berrettini su primer partido en el ATP Tour. Junto a su hermano mayor, Matteo Berrettini, llegó a las semifinales, donde perdió ante Simone Bolelli y Andrés Molteni. En dobles, luego subió a su récord de 302.º lugar.

## Títulos Challenger; 1 (0 + 1)
| Leyenda             | Individuales | Dobles |
| ------------------- | ------------ | ------ |
| ATP Challenger Tour | 0            | 1      |

### Dobles
| N.º | Fecha              | Torneo                 | Superficie    | Compañero      | Oponentes en la final        | Resultado        |
| --- | ------------------ | ---------------------- | ------------- | -------------- | ---------------------------- | ---------------- |
| 1.  | 8 de abril de 2023 | Challenger de Barletta | Tierra batida | Flavio Cobolli | Zdeněk Kolář Denys Molchanov | 1-6, 7-5, [10-6] |